# NGC 4473
NGC 4473 је елиптична галаксија у сазвежђу Береникина коса која се налази на NGC листи објеката дубоког неба.
Деклинација објекта је + 13° 25' 47" а ректасцензија 12h 29m 48,7s. Привидна величина (магнитуда) објекта NGC 4473 износи 10,2 а фотографска магнитуда 11,2. Налази се на удаљености од 15,979 милиона парсека од Сунца. NGC 4473 је још познат и под ознакама UGC 7631, MCG 2-32-93, CGCG 70-125, VCC 1231, Markarian chain, PGC 41228.